# تورزین، استان سیلسین
تورزین، استان سیلسین (به لاتین: Turzyn, Silesian Voivodeship) یک منطقهٔ مسکونی در لهستان است که در Gmina Lelów واقع شده‌است.

## خصوصیات
تورزین ۳۵۱ نفر جمعیت دارد.